# Грабщина (Сумская область)
Грабщина (укр. Грабщина) — село, Ягановский сельский совет,
Липоводолинский район, Сумская область, Украина. Код КОАТУУ — 5923287205. Население по переписи 2001 года составляло 309 человек.
Село указано на специальной карте Западной части России Шуберта 1826-1840 годов как хутор Графчина.

## Географическое положение
Село Грабщина находится на расстоянии в 0,5 км от сёла Ягановка. По селу протекает пересыхающий ручей с запрудой.

## Экономика
- Фермерское хозяйство «Вишнёвый цвет».
- Фермерское хозяйство «Воля».